# 쓰다오차오역
쓰다오차오역(중국어: 四道桥站)은 중국 베이징시 먼터우거우구 융딩 지구 쓰다오차오 마을의 스룽 동로 남측·시위안로 동측에 위치한 베이징 지하철 S1선의 지하철역이다. 2017년 12월 30일 본 노선 개통 및 사용을 개시했다.

## 역 구조

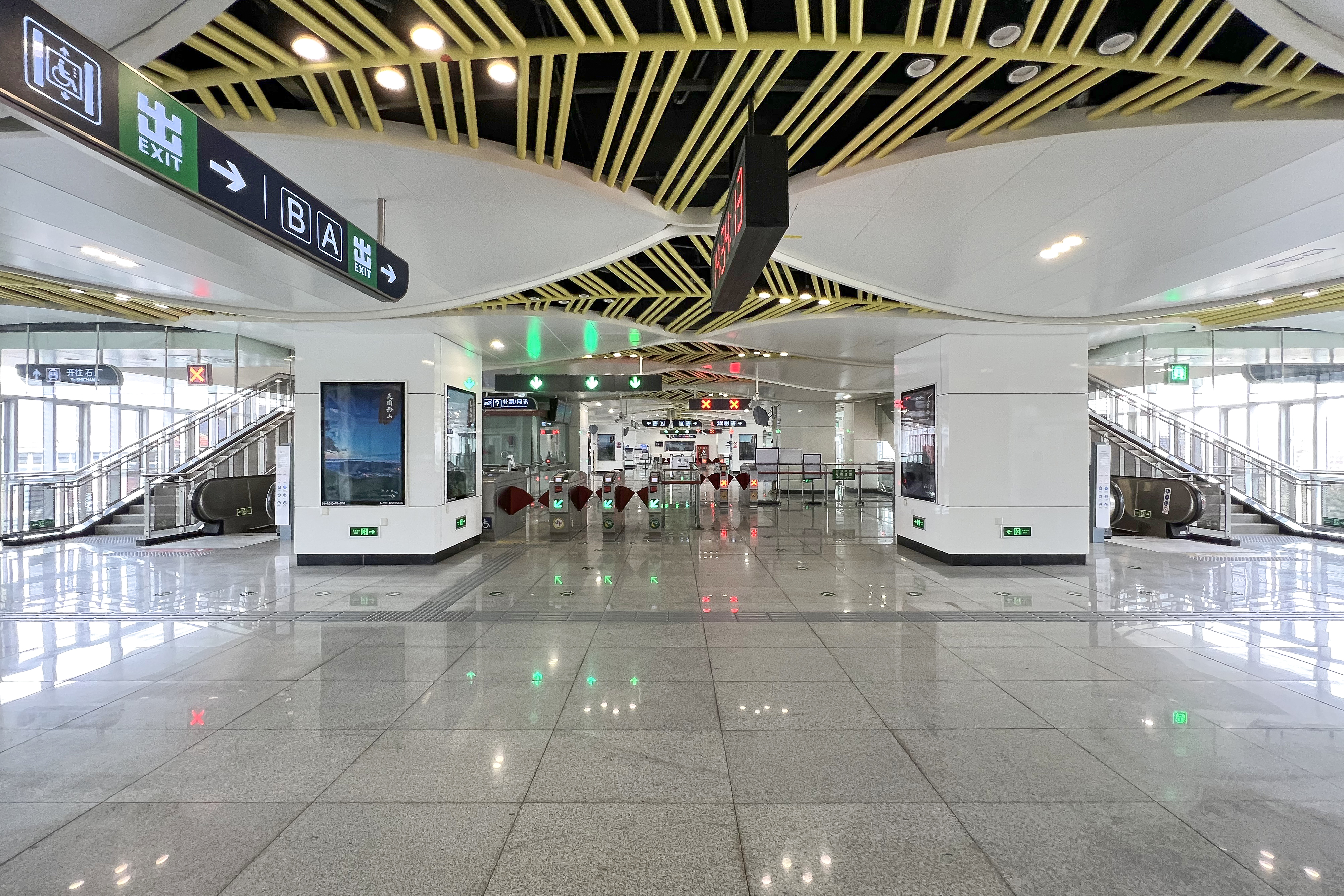
대합실

### 층별 구조
| 지상 3층 승강장 층 | 상대식 승강장, 오른쪽 출입문이 열림 | 상대식 승강장, 오른쪽 출입문이 열림 |
| 지상 3층 승강장 층 | ←                                   | ■ S1선 스창 방면 (차오후잉)         |
| 지상 3층 승강장 층 | →                                   | ■ S1선 핑궈위안 방면 (진안차오)     |
| 지상 3층 승강장 층 | 상대식 승강장, 오른쪽 출입문이 열림 |                                     |
| 지상 2층 대합실 층 | 대합실                              | 고객센터, 자동 발권기, 출입 게이트  |
| 지면층             | 출입구                              | A－B출입구                          |

## 출구
이 역은 A(북서쪽), B(남서쪽) 2개의 출입구가 있으나 현재는 B 출입구만 이용 가능하다.
|                     |                        |                                                                           |  |  |
| 출구                | 지시                   | 출구 인근                                                                 |  |  |
| 出口 · A            | 서6환로(西六环路) 서측 | 스룽 동로(石龙东路) 남측, 시위안로(西苑路) 동측, 허우좡쯔신춘(侯庄子新村) |  |  |
| 出口 · B            | 서6환로(西六环路) 서측 | 스룽 동로(石龙东路) 남측, 시위안로(西苑路) 동측, 허우좡쯔신춘(侯庄子新村) |  |  |
| 아이콘 설명: 경사로 |                        |                                                                           |  |  |